# Journal of the College of Science, Imperial University of Tokyo
Journal of the College of Science, Imperial University of Tokyo, (abreujat J. Coll. Sci. Imp. Univ. Tokyo), va ser una revista il·lustrada amb descripcions botàniques que va ser editada per la Universitat Imperial de Tòquio. Es van publicar 45 números en els anys 1887-1925.